# Jean-Baptiste Moyne
Jean-Baptiste Moyne detto Lemoyne (Eymet, 3 aprile 1751 – Parigi, 30 dicembre 1796) è stato un compositore francese.

## Biografia
Studiò musica con il maestro della cattedrale di Périgueux e poi viaggiò per la Francia e l'Europa con una compagnia itinerante. Prese lezioni di composizione con Johann Gottlieb Graun a Berlino, e a Varsavia fece debuttare una giovane cantante che divenne poi la famosa Antoinette Saint-Huberty.
Suo figlio, Gabriel Lemoyne, fu pianista e compositore.

## Opere
Compose sedici opere, tra le quali le più note sono:
- Électre, opera in 3 atti, libretto di Nicolas-François Guillard, rappresentata all'Académie royale de musique, 2 luglio 1782
- Phèdre, tragedia lirica in tre atti, libretto di François Benoît Hoffmann, 26 ottobre 1786 al castello di Fontainebleau
- Nephté, tragedia lirica in tre atti, libretto di François Benoît Hoffmann, 15 dicembre 1789 Opéra national de Paris
- Les Prétendus, 1789
- Les Pommiers et le moulin, 1790
- Louis IX en Égypte, opera in 3 atti, su libretto di François Andrieux e Nicolas-François Guillard, rappresentata all'Académie royale de musique, 15 giugno 1790
- Elfride, dramma eroico in tre atti, su libretto di Nicolas-François Guillard, rappresentata al Théâtre national de l'Opéra-Comique, 17 dicembre 1792
- Milliade à Marathon, 1793
- Le Petit Batelier, 1794
- Le Mensonge officieux, 1795